# Эчебаррен, Энди
Эндрю Аугусте Эчебаррен (англ. Andrew Auguste Etchebarren, 20 июня 1943, Уиттиер, Калифорния — 5 октября 2019, Санти, Калифорния) — американский бейсболист баскского происхождения, тренер. Играл в Главной лиге бейсбола на позиции кэтчера с 1962 по 1978 год. В составе «Балтимор Ориолс» дважды становился победителем Мировой серии. Два раза принимал участие в Матче всех звёзд лиги.

## Биография

### Ранние годы
Энди Эчебаррен родился 20 июня 1943 года в Калифорнии. Его отец был баском, мать француженкой. Он окончил старшую школу в Ла-Пуэнте, где был звездой футбольной и бейсбольной команд. В 1961 году Энди отклонил несколько предложений стипендии от колледжей и подписал свой первый профессиональный контракт с клубом «Балтимор Ориолс». Тогда же он начал выступления в фарм-системе команды. Его часто сравнивали с Йоги Берра, но не из-за таланта, а по причине выразительной внешности. Она же стала поводом для насмешек со стороны некоторых болельщиков.
В сезоне 1961 года Эчебаррен играл за «Абердин Фезентс», а большую часть следующего провёл в команде «Эльмира Пионирс». В сентябре 1962 года Энди дебютировал в Главной лиге бейсбола в один день с питчером Дэйвом Макнэлли. Дебют получился неплохим, но в следующие несколько лет он не получал шанса снова проявить себя в основном составе «Ориолс». К 1965 году Энди продвинулся в системе команды до уровня ААА-лиги, на котором играл за «Рочестер Ред Уингз». Он демонстрировал характер, оставаясь на поле даже в случае травм, хорошо играл в защите, но игра Эчебаррена на бите оставляла желать лучшего. Его средний показатель отбивания за пять сезонов в младших лигах составил всего 24,2 %. 

### Главная лига бейсбола

#### Балтимор Ориолс
Перед стартом чемпионата 1966 года «Балтимор» лишился основного кэтчера Дика Брауна, которому диагностировали опухоль мозга. Таким образом Энди стал игроком стартового состава. В первом полном сезоне в лиге он сыграл в 118 из 162 матчей команды. «Ориолс» выиграли Американскую лигу, а затем и Мировую серию. Эчебаррен отбивал с показателем всего 22,1 %, но выбил одиннадцать хоум-ранов и набрал пятьдесят RBI. Примерно с такими же показателями он завершил и сезон 1967 года. Два года подряд Энди входил в состав участников Матча всех звёзд.
Начиная с 1968 года, он стал утрачивать свои позиции в составе клуба. Из-за травмы и появления нового кэтчера Элрода Хендрикса, Эчебаррен сыграл только в 74 матчах. В том же сезоне на пост главного тренера «Ориолс» пришёл Эрл Уивер, которому больше импонировала атакующая игра Хендрикса. Оба игрока продолжили делить игровое время и в 1969 году, когда «Балтимор» второй раз за четыре года стал победителем Американской лиги, но в Мировой серии проиграл «Нью-Йорк Метс». В 1970 году Энди принял участие в 78 играх регулярного чемпионата. В выигранной Мировой серии против «Цинциннати Редс» он сыграл в победных третьем и пятом матчах. Сезон 1971 года стал для Эчебаррена самым результативным на бите. Он отбивал с лучшим для себя показателем 27,0 %, но сыграл только в 70 матчах. «Ориолс» снова пробились в Мировую серию, но на этот раз уступили «Питтсбургу».
В 1972 году у Энди был хороший шанс вернуть себе место основного кэтчера, когда у Хендрикса начались проблемы со здоровьем, но он его не использовал. Спад в атакующей игре привёл к тому, что он проиграл конкуренцию Джонни Оутсу. Результативность Эчебаррена продолжала падать, а в следующем сезон в клуб пришёл хороший бьющий Эрл Уильямс. В 1973 году сюрпризом стало решение Уивера поставить Энди в основной состав в Чемпионской серии Американской лиги против «Окленда». В плей-офф он сыграл в четырёх матчах, отбивая с показателем 35,7 %, но «Атлетикс» выиграли серию в пяти матчах.
Перед стартом сезона 1974 года Эчебаррен снова оказался запасным за спиной Эрла Уильямса. Тогда же генеральный менеджер «Энджелс» Гарри Далтон начал предпринимать попытки переманить его в свою команду. Для Энди это был шанс снова стать игроком основного состава, а также быть ближе к семье, которая продолжала жить в Калифорнии. Он поставил «Балтимору» ультиматум, требуя либо новый трёхлетний контракт, либо обмен в «Энджелс», угрожая завершить карьеру. В клубе навстречу ему не пошли и с началом весенних сборов Энди уехал домой. Спустя две недели он заскучал по бейсболу и согласился вернуться в «Балтимор».
Весной 1975 года Эчебаррен снова был назван основным кэтчером «Ориолс», но в течение первой игровой недели получил повреждение ахилла и перелом локтя. После восстановления клуб отказался вернуть его в состав и Энди подал жалобу в Ассоциацию игроков лиги. Она была удовлетворена, но напряжённость между игроком и руководством клуба продолжала сохраняться. Эчебаррен даже отказался участвовать в командной фотосъёмке. 15 июня он снова уехал в Калифорнию, думая о завершении карьеры, но в этот же момент «Ориолс» всё-таки обменяли его в «Энджелс».

#### Калифорния Энджелс и Милуоки Брюэрс
В новой команде его сразу же поставили в стартовый состав, но практически сразу Энди получил перелом пальца. В сезоне 1975 года он сыграл за клуб только 31 матч. Следующий год стал для него удачнее. Новый главный тренер «Энджелс» Норм Шерри ему доверял и Эчебаррен провёл 103 игры в регулярном чемпионате. Перед началом сезона 1977 года клуб предложил ему контракт играющего тренера и он согласился, сыграв ещё 80 матчей. 
В начале 1978 года Энди следом за Далтоном ушёл в «Милуоки Брюэрс». Последствия травм давали о себе знать и этот сезон стал для него последним в Главной лиге бейсбола. В июне он перенёс операцию на локте и смог принять участие только в четырёх матчах. Свою карьеру в лиге Эчебаррен завершил со скромными атакующими показателями, но в чемпионских составах «Балтимор Ориолс» он играл важную роль в оборонительных действиях.

### Тренерская деятельность
После завершения выступлений Энди приобрёл команду по ракетболу из пригорода Лос-Анджелеса Асьенда-Хайтс и управлял его делами в течение трёх лет. Затем Гарри Далтон пригласил его на должность тренера кэтчеров в один из фарм-клубов «Брюэрс». В дальнейшем Эчебаррен дважды входил в тренерский штаб главной команды «Милуоки».
В 1993 году он вернулся в «Ориолс», заняв место главного тренера фарм-клуба из Аппалачской лиги. На различных должностях в структуре «Балтимора» Эчебаррен работал до 2007 года. В том числе он занимал посты главного тренера в командах «Фредерик Кис», «Боуи Бэйсокс» и «Рочестер Ред Уингз». С 2009 по 2012 год Энди тренировал клуб независимой Атлантической лиги «Йорк Революшн», дважды приведя его к чемпионству.
Энди Эчебаррен скончался 5 октября 2019 года в возрасте 76 лет.